# Зикс, Франц
Франц Альфред Зикс (нем. Franz Alfred Six; 12 августа 1909, Мангейм, Германская империя — 9 июля 1975, Больцано, Трентино-Альто-Адидже, Италия) — бригадефюрер СС, один из руководителей главного управления имперской безопасности (РСХА), руководитель 7-го управления РСХА (вопросы исследования мировоззрения), командир передовой команды «Москва» в составе айнзацгруппы B, начальник культурно-политического отдела имперского министерства иностранных дел.

## Биография
Франц Зикс родился 12 августа 1909 года в семье продавца мебели. Посещал гимназию в Мангейме, но прекратил учёбу для того, чтобы в дальнейшем работать каменщиком. С 1929 года состоял в национал-социалистическом школьном союзе. С 1930 по 1934 год изучал право и журналистику в университете Гейдельберга. Кроме того, Зикс был активистом в национал-социалистическом студенческом союзе в Гейдельберге. После получения учёной степени в 1934 году защитил диссертацию и в 1938 году стал профессором журналистики в университете Кёнигсберга. В 1940 году стал деканом недавно созданного факультета международных исследований и директором института международных исследований.
1 марта 1930 года вступил в НСДАП (билет № 245670). В 1932 году присоединился к Штурмовым отрядам (СА). 20 апреля 1935 года был зачислен в ряды СС (№ 107480). В 1935 году в качестве начальника отдела прессы службы безопасности (СД) поступил в главное управление СД в Берлине. Зикс занимался систематическим, ориентированном на разведку сбором информации и оценкой письменных материалов, а также обеспечивал постоянное информирование о ситуации в стране. В подчинённой ему службы СД велось последовательное и стратегическое наблюдение за «врагами» нацистского режима, а также предоставлялись сведения, которые позволяли гестапо и уголовной полиции действовать во всех сферах жизни немецкого общества. Таким образом, с 1937 года Зикс стал фактическим руководителем службы безопасности (СД) внутри страны. В 1939 году ему было присвоено звание штандартенфюрера СС. С 1939 по 1942 год был начальником сначала ведомства II (исследования в отношении оппонентов режима), а с 1941 года управления VII (вопросы исследования мировоззрения) в главном управлении имперской безопасности (РСХА). Он был ответственным за идеологическое «изучение» и оценку, а также пытался разработать научный национал-социализм, ориентированного на историческую науку и германистику. Зикс непосредственно способствовал тому, что СД заняло монопольную позицию в отношении еврейской и расовой политики нацистского государства и участвовал в развитии логистики в рамках преследования евреев. Его участие в Холокосте было полностью недооценено или намеренно скрыто после войны. В отличие от своего подчинённого Адольфа Эйхмана имя Зикса отсутствовало долгое время в соответствующих биографических справочниках о нацистском периоде.
Зикс вместе с начальником гестапо Генрихом Мюллером отвечал за проведение подготовки государственной полиции к нападению на Польшу и как член «штаба Рейнхарда Гейдриха» был посвящён в планы Адольфа Гитлера, Генриха Гиммлера и Гейдриха о полной ликвидации польской элиты. В 1940 году Зикса планировали назначить руководителем отделения СД в Британии в случае успеха немецкого вторжения в страну. 22 июня 1941 года Гейдрих поручил Зиксу руководство передовой командой «Москва» в составе айнзацгруппы B под командованием Артура Небе. В задачу подразделения входил арест партизан, саботажников, коммунистических функционеров в тылу действующих войск. Помимо захвата материалов НКВД летом 1941 года передовая команда участвовала в расстрелах в Смоленской области. По словам немецкого журналиста Луца Хахмайстера, согласно «сообщению о событиях» № 43 от 4 сентября 1941 года члены штаба айнзацгруппы B и передовая команда «Москва» в период с 22 июня по 20 августа 1941 года расстреляли 144 человека, кроме того, одна только передовая команда ликвидировала 48 человек, в том числе 38 евреев из числа интеллигенции, которые пытались вызвать в недавно созданном Смоленском гетто недовольство и волнение.
По рекомендации госсекретаря министерства иностранных дел Мартина Лютера и с одобрения рейхсфюрера СС Генриха Гиммлера и министра иностранных дел Иоахима фон Риббентропа в сентябре 1942 года Зикс был переведён в имперское министерство иностранных дел, где, официально не занимая должности, проходил дипломатическое обучение, что являлось важным шагом, по мнению историка Ганса-Юргена Дёшера и биографа Зикса Луца Хахмайстера, в объединении СС, министерства иностранных дел и РСХА. В 1943 году стал посланником первого класса в министерстве внутренних дел и возглавил культурно-политический отдел пропаганды. С точки зрения пропаганды, особенно в сокрытии и оправдании преследования евреев, он тесно сотрудничал с отделом прессы министерства иностранных дел, возглавляемым Паулем Карелем, а также с представителем Риббентропа по пропаганде Карлом Мегерле.
В апреле 1943 года, будучи руководителем культурно-политического отдела в имперском министерстве иностранных дел, Зикс приказал распространить за рубежом, на первый взгляд кажущиеся нейтральными, замаскированные материалы о широкомасштабной большевистской пропаганде, которую посол в Испании Ганс-Генрих Диккхофф восторженно воспринял в письме. Работы Зикса выражали «один из самых больших пропагандистских успехов», 50 000 экземпляров были быстро распроданы и ему потребовались новые. Зикс, который был востребован как посредник с РСХА, в 1943 году разработал план о распространении дня нападения на СССР 22 июня 1941 года как «годовщины европейской борьбы за свободу против наводнения в Европе большевизма».
В апреле 1944 года Зикс выступил с докладом на конференции «специалистов по еврейскому вопросу» и «консультантов по ариизации» в немецком посольстве в Круммхюбеле, где участники обменялись мнениями о статусе антиеврейской пропаганды и истреблении евреев. Он заявил, что иудаизм в Европе «сыграл свою биологическую и в то же время политическую роль». Поскольку иудейство "доминирует над тремя основными державами: СССР (через связь с большевизмом), Англии (через проникновение в правящую структуру) и США (через ключевые позиции в финансовых органах) «еврейский вопрос должен решаться на международном уровне».
Физическая ликвидация восточного еврейства лишит иудаизм биологических резервов.Зикс об «окончательном решении еврейского вопроса». Апрель 1944 года

### После войны
К концу Второй мировой войны вместе со своим ассистентом Хорстом Манке ушёл в подполье в Зальцбурге. Американский исследователь Кристофер Симпсон в своей книге «Американский бумеранг» предположил, что Зикс мог поступить на службу в Организацию Гелена, передавая свои знания о Советском Союзе американским военным. В январе 1946 года Зикс был арестован американской спецслужбой, что делает маловероятным предположение Симпсона. Зикс скрывался на ферме в Гессене, где под именем Георга Бехера был занят в сельском хозяйстве. Он был обнаружен и выдан бывшим коллегой из СС, который работал на корпус американской контрразведки. В 1948 году проходил обвиняемым на Нюрнбергском процессе по делу об айнзацгруппах. Зикс заявлял, что, хотя он и был убеждённым национал-социалистом и офицером СС, он не имел никакого отношения к расстрелам евреев и партизан. 10 апреля 1948 был приговорён к 20 годам заключения, но 3 октября 1952 года был помилован американским комиссаром в Германии Джоном Макклоем и освобождён. Согласно исследованию Луца Хахмайстера, в биографии Зикса не подтверждено то, что он когда-либо был штатным сотрудником БНД. Однако у Зикса были хорошие связи с кругом Гелена, БНД и бывшими сотрудниками из СД и РСХА.
После освобождения из Ландсбергской тюрьмы некоторое время Зикс проживал в Эссене и Гамбурге. В 1953 году стал совладельцем издательства C. W. Leske Verlag в Дармштадте. В этом ему помог Вернер Бест и его бывший подчинённый Эрнст Ахенбах. В этот же период вступил в партию СвДП. Одной из первых публикаций издательства Зикса являлась книга Рудольфа Аугштайна «Германия — рейнский союз», сборник комментариев, направленных против администрации Конрада Аденауэра. В сотрудничестве с журналом Spiegel издательство Зикса продолжило выпускать книги, такие как «Автоматизация. Вторая индустриальная революция» Вильгельма Битторфа (1956) и «1954 — Мир имеет второй шанс», опубликованные бывшим членом СД и начальником ведомства в Spiegel Хорстом Манке и Георгом Вольффом. В 1949 году журнал Spiegel представил своим читателям репортаж с бывшим унтерштурмфюрером СС Вальтером Хиршфельдом, который выдал Зикса американской спецслужбе.
В 1957 году Зикс стал руководителем отдела рекламы в фирме Porsche Diesel Motorenbau GmbH в Фридрихсхафене, после того как его хороший друг и бывший управляющий Альберт Принцинг подписал хорошо оплаченный контракт. Зикс также работал в академии по руководству бизнеса, одной из крупнейших школ менеджмента в Европе, которую посещали профсоюзные деятели, функционеры СДПГ, офицеры бундесвера. Несколько лет Зикс работал, не привлекая внимания, до тех пор пока в 1958 году в британской прессе не появилась информация об операции «Морской лев», где раскрывалась роль Зикса в планируемом захвате Великобритании. Тогда его имя стало известно широкой общественности. К тому же на его след вышел режиссёр и публицист Томас Харлан, открыто обвинивший его в военных преступлениях в Польше.
В 1961 году Зикс был привлечён в качестве свидетеля к процессу над Адольфом Эйхманом в Израиле. По соображениям безопасности, Зикс давал показания на территории ФРГ. Отвечая перед окружным судом Теттнанга о сотрудничестве с Эйхманом, Зикс подтверждал, что «Эйхман с 1937 по 1939 год был его подчинённым в отделе РСХА, а с 1938 года его перевели в Вену и он перестал находиться у него в подчинении». С 1963 по 1968 год прокуратура в Берлине проводила расследование в отношении Зикса и других сотрудников РСХА в деле об убийствах, совершённых айнзацгруппами, а также причастности к «окончательному решению еврейского вопроса» и уничтожению военнопленных, в частности участие Зикса в совещании начальников управления РСХА в 1939 году. На суде его представлял адвокат Эрих Шмидт-Ляйхнер, который сообщил о плохом состоянии здоровья Зикса и опроверг обвинение. 12 сентября 1968 года дело было закрыто.
После прекращения производства тракторов Porsche Diesel в 1963 году Зикс работал независимым консультантом предприятия. В конце жизни переехал в Кальдаро-сулла-Страда-дель-Вино, где для него был построен дом бывшим нацистским архитектором Германом Гислером. Незадолго до смерти Зикс написал предисловие к апологетической книге Гислера «Другой Гитлер», выпущенной правоэкстремистским издательством Druffel в 1977 году. В этом предисловии Зикс описал годы, проведённые в Ландсбергской тюрьме, как «годы стойкости и приверженности к революционным взглядам».

## Публикации
1. Политическая пропаганда национал-социализма — Диссертация по философии, Гейдельберг 1934, напечатано в выдержках: Политическая пропаганда НСДАП в борьбе за власть (1936).
2. Пресса национальных меньшинств в немецком Рейхе — Научная работа, Гейдельберг 1936
3. Свобода прессы и международное сотрудничество (1938)
4. Масонство и христианство — Hanseatische Verlagsanstalt, Гамбург 1940
5. Гражданские войны Европы и объединительная война современности (ноябрь 1942)
6. Рейх и Европа. Политический очерк (1943)
7. Ежегодник мировой политики — Junker & Dünnhaup, Берлин
8. Европа. Традиция и будущее (1944)
9. Маркетинг в промышленности. Освещение, планирование, освоение (1968)
10. Новый маркетинг в новом мире (1974)

Многие публикации Зикса после войны были внесены в список изъятой литературы в советской зоне оккупации и ГДР.